# Долар Соломонових Островів
Долар Соломонових Островів (англ. Solomon Islands dollar) — національна валюта Соломонових Островів, рівна 100 центам. В обігу знаходяться банкноти номіналами : 5, 10 ,20, 50 и 100 доларів, а також монети номіналами в :  10, 20, 50 центів, а також 1 та 2 долари.

## Банкноти
24 жовтня 1977 року були введені в обіг банкноти номіналом 2, 5 і 10 доларів, а 24 жовтня 1980 року з'явилися банкноти номіналом 20 доларів. На перших випусках банкнот була зображена королева Єлизавета II. Однак всі серії, випущені пізніше, мали замість неї національний герб. Банкноти номіналом 50 доларів були введені в обіг у 1986, а 100 доларів — у 2006 році. Полімерна банкнота номіналом два долари була випущена у 2001 році на заміну банкноті з бавовняного волокна, але у серії 2006 року банкнота знову була виготовлена з бавовняного волокна. 
У серії 2006 року також з'явилося кілька нових елементів захисту, зокрема яскравіші кольори фону, голофольга з мікродруком на банкнотах номіналом 50 і 100 доларів, конічний серійний номер і захисна стрічка, вплетена в банкноту. 26 вересня 2013 року Центральний банк Соломонових Островів випустив нову 50-доларову банкноту з гібридними елементами захисту, виготовлену друкарнею De La Rue, і оголосив, що це перша з серії нових банкнот, які будуть випущені протягом п'яти років, оскільки старі банкноти зношуються. 

## Валютний курс
| гроші | Це незавершена стаття про гроші. Ви можете допомогти проєкту, виправивши або дописавши її. |